# 112e session du Comité international olympique
La 112e session du Comité international olympique est une réunion du Comité international olympique qui s'est tenue à Moscou, en Russie, du 13 au 16 juillet 2001. Après les votes des membres du CIO, Pékin a été élue ville-hôte des Jeux olympiques d'été de 2008 et Jacques Rogge est élu président du CIO.

## Organisation
La session a été organisée au Centre des congrès du Kremlin (ru) de Moscou.
La session est ouverte dans le fameux théâtre Bolchoï le 12 juillet 2001.

## Élections

### Élection de la ville hôte des Jeux olympiques de 2008
Le vote final des membres du CIO afin d'élire la ville hôte des Jeux olympiques d'été de 2008 a eu lieu le 13 juillet 2001, départageant Toronto (Canada), Paris (France), Istanbul (Turquie), Osaka (Japon) et la ville finalement victorieuse, Pékin (Chine). Un vote qui fit polémique car on soupçonne que le résultat était acquis depuis des mois, d'autant qu'il existe un relent de lobbying,,.
| Ville candidate | Pays    | 1er tour | 2d tour |
| --------------- | ------- | -------- | ------- |
| Pékin           | Chine   | 44       | 46      |
| Toronto         | Canada  | 20       | 22      |
| Paris           | France  | 15       | 18      |
| Istanbul        | Turquie | 17       | 9       |
| Osaka           | Japon   | 6        | –       |

### Élection du8eprésident du CIO
Jacques Rogge est élu à la tête de l'organisation olympique pour un mandat de huit ans. Face à lui se présentent Anita DeFrantz, Kim Un-yong (en), Dick Pound et Pál Schmitt. Il succède à Juan Antonio Samaranch, élu en 1980 durant la 83e session qui s'est également tenue à Moscou.
| Candidat         | Pays         | 1er tour | 2d tour |
| ---------------- | ------------ | -------- | ------- |
| Anita DeFrantz   | États-Unis   | 9        | –       |
| Kim Un-yong (en) | Corée du Sud | 21       | 23      |
| Dick Pound       | Canada       | 20       | 22      |
| Jacques Rogge    | Belgique     | 46       | 59      |
| Pál Schmitt      | Hongrie      | 11       | 6       |

## Galerie

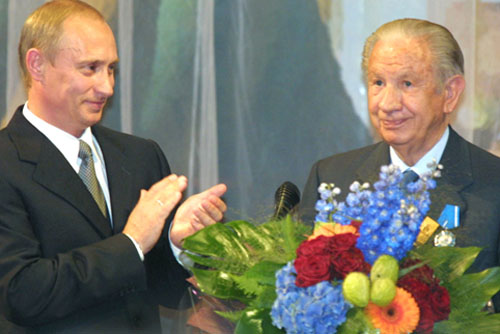
Poutine décore Samaranch de l'ordre de l'Honneur.
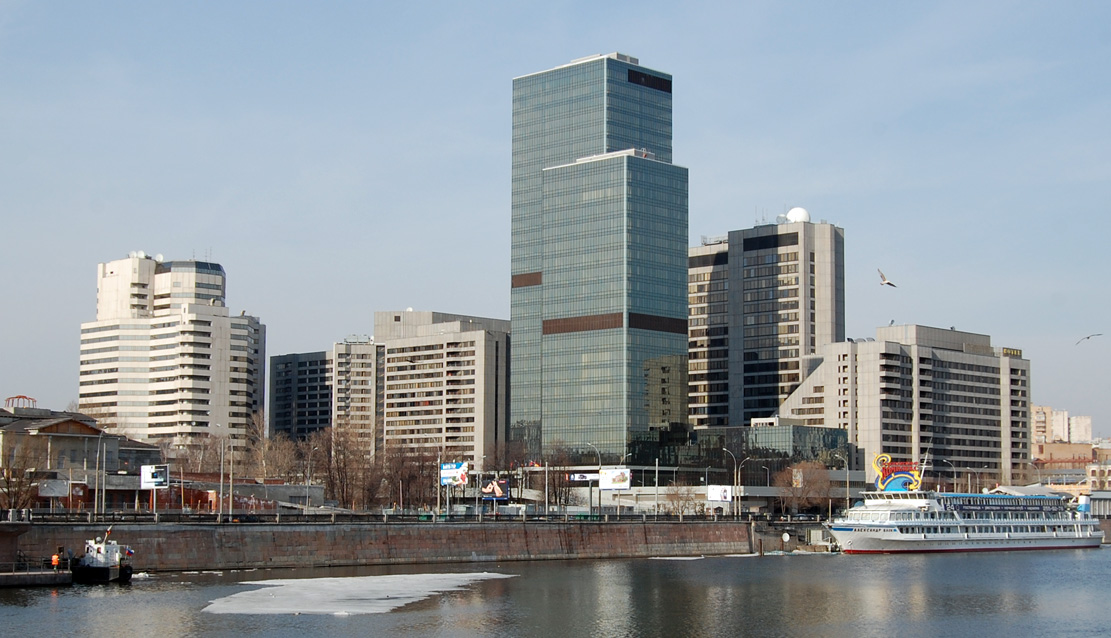
Le Centre des congrès de Moscou où se déroule la session.
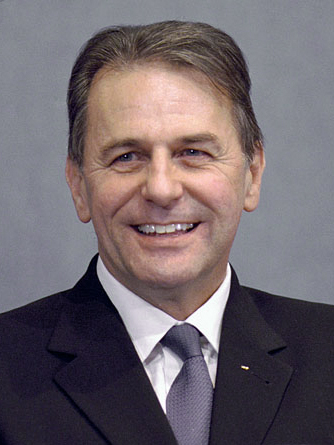
Jacques Rogge en 2001.
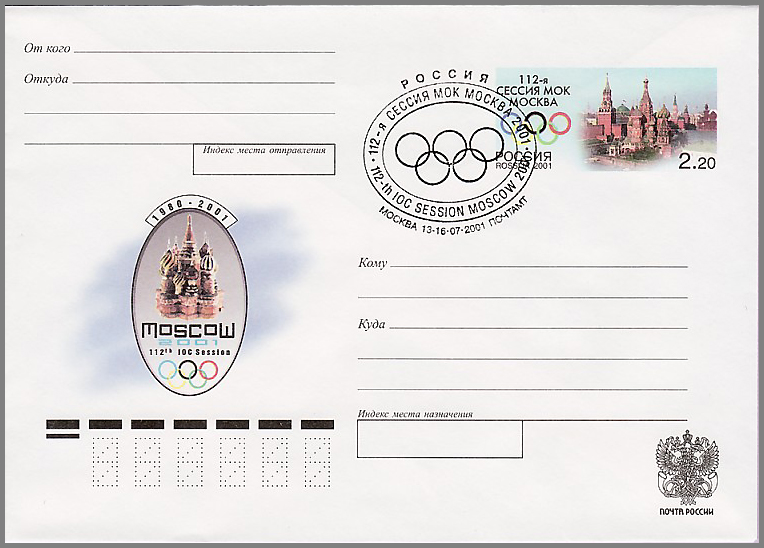
Carte postale avec le logo de la session.